# جستين تشون
جستين تشون (بالإنجليزية: Justin Chon) مواليد 29 مايو 1981 في غاردين غروفي، الولايات المتحدة، هو ممثل أمريكي بدأ مسيرته الفنية سنة 2005.

## الأعمال

### أفلام
- الشفق (2008)
- ملحمة الشفق: قمر جديد (2009)
- ملحمة الشفق: خسوف (2010)
- ملحمة الشفق: بزوغ الفجر - الجزء 1 (2011)
- 21 وأكثر (2013) (بدور: جيف شانغ)

### مسلسلات
- ذا أو سي (2006)
- جاست جوردن (2007) (بدور: توني لي)
- هاوس (2011) (بدور: هارولد لام)
- الفتاة الجديدة (2013) (بدور: براين)
- الدكتور كين (2016)

## وصلات خارجية
- جستين تشون على موقع IMDb (الإنجليزية)
- جستين تشون على موقع ميتاكريتيك (الإنجليزية)
- جستين تشون على موقع روتن توميتوز (الإنجليزية)
- جستين تشون على موقع ألو سيني (الفرنسية)
- جستين تشون على موقع أول موفي (الإنجليزية)
- جستين تشون على موقع قاعدة بيانات الأفلام السويدية (السويدية)
- جستين تشون على موقع قاعدة بيانات الفيلم (الإنجليزية)
- جستين تشون على موقع كينوبويسك (الروسية)
- الموقع الرسمي